# Henrique Feist
Henrique Manuel Paulino Gomes Feist, mais conhecido como Henrique Feist (Lisboa, 7 de Agosto de 1972), é um cantor, ator, dobrador, bailarino e encenador português.

## Biografia
Filho da locutora de televisão Manuela Paulino e do empresário Luís Feist.
Iniciou a sua carreira artística a 2 de maio de 1982 no programa Passeio dos Alegres da RTP1, onde actuou com o seu irmão Nuno Feist, muito graças ao impulso da amiga de família Isabel Wolmar. Na série televisiva Pedro e Paulina aparecem a cantar num dos episódios. Os dois apareceram em diversos programas de televisão e lançaram nove discos entre 1982 e 1987.
Concorreram juntos ao Festival RTP da Canção de 1985 com o tema "Meia de Conversa", tendo alcançado o terceiro lugar e vencido o Prémio Revelação atribuído pela Casa da Imprensa.
Iniciou entretanto os estudos de canto com Maria João Serraz e em 1988 mudou-se para Inglaterra onde tirou o 12º ano em Teatro. Em 1990 conquistou o primeiro lugar no Surrey Annual Song Festival. Licenciou-se em Teatro Musical na Guildford School of Acting and Dance, acreditada pela Conference of Drama Colleges.
Paralelamente, fez o curso de grau básico em luta e esgrima de palco e obteve o diploma de canto da Trinity College of Music de Londres. Continuou os seus estudos de canto com Diane Vivien e Morag McLaren, ambas da Royal Scottish Opera, e tornou-se membro da Equity (União de Actores Ingleses). Trabalhou com o director musical Martin Koch, Claire Moore e a coreógrafa e encenadora Petra Svynawski.
Em Inglaterra, representou em vários musicais onde se destacam Mr. Snow em "Carousel", Nanki-Poo em "The Mikado", Ciccio em The "Most Happy Fella", Dogsbody em "The Sleeping Beauty" e Sancho em "Man of La Mancha". Este último musical ganhou o Moscow Theatre Podium Festival de 1993, na Rússia.

## Teatro
Regressa a Portugal em 1993. Estudou com Cristina de Castro e participou em diversos espectáculos como "Maldita Cocaína" (1993) e "De Afonso Henriques a Mário Soares" (1995), ambos de Filipe La Féria, no Teatro Politeama. Fez de Daniel em "A Minha Noite com o Gil" (1996), com encenação de Fernando Heitor, no Teatro Aberto; De Tobias em "Sweeney Todd" (1997), encenação de João Lourenço, no Teatro Nacional; Sam Jenkins e Senator Carver Jones em "Of Thee I Sing" (1998), encenação de João Perreira Bastos integrado no Festival Internacional de Música de Macau; Alain Oulman na estreia do musical "Amália", de Filipe La Féria, ocorrida no Casino do Funchal e no Teatro Politeama. Nesse musical trabalhou também como assistente de encenação; Tobias em "Sweeney Todd" (2007), encenação de João Lourenço, no Teatro Aberto; Emcee em "Cabaret" (2008/09), encenação de Diogo Infante, no Teatro Maria Matos, papel com o qual foi nomeado para os Globos de Ouro na categoria de Melhor Actor de Teatro.; Sr. Zero em "Máquina de Somar" (2009), encenação de Fernanda Lapa, no Teatro da Trindade, em que foi distinguido com o Prémio SPA para Melhor Actor de 2009, nomeado mais uma vez para o Globo de Ouro de Melhor Actor de Teatro e homenageado pela Fundação Inatel no Dia Mundial do Teatro no Teatro da Trindade. Foi protagonista de "Fado - História de um Povo"  e de "O Melhor de La Féria", no Casino Estoril.
Dirigiu, coreografou e protagonizou os espectáculos "MusicCalls" (2001) e "Sete Pecados Mortais" (2002); Com Vítor Pavão dos Santos dirigiu e participou no espectáculo "Esta Vida É Uma Cantiga" (2002/2003) para o encerramento do Parque Mayer e, mais tarde, para o Teatro S. Luíz. Este espectáculo foi apresentado na re-abertura do Teatro da Trindade em 2013 durante quatro dias que esgotaram por completo. Fez depois dois dias no Coliseu dos Recreios em Agosto 2013 e em Janeiro 2014; foi protagonista e director vocal dos espectáculos "Cíclo dos Grandes Mestres do Musical Americano" (2003), no Teatro S. Luíz; e "De Regresso à Broadway" (2004), no Teatro S. Luíz e, mais tarde, nas festas de inauguração do novo Teatro Micaelense nos Açores.
Criou, dirigiu e protagonizou os espectáculos "Natal no Coliseu" (2003), no Coliseu dos Recreios; "La Noche Que Me Quieras", no Casino da Póvoa (2004); "509 Anos a Dançar", gala de aniversário da Santa Casa da Misericórida (Coliseu dos Recreios).
Para o TIL, foi director vocal dos musicais "Camões" e "O Homem de La Mancha", tendo feito também a letra das canções para este último.
Encenou e participou em "Num País Chamado Simone", gala comemorativa dos 50 Anos de Carreira de Simone de Oliveira no Coliseu dos Recreios.
Traduziu e encenou o musical "Rapazes Nus a Cantar", no Casino Estoril, baseado no aclamado musical off-Broadway Naked Boys Singing (film).
A 12 de Dezembro de 2011, apresentou o seu espectáculo "Era Uma vez a Broadway" no restaurante-bar Vinyl onde foi aclamado pela critica como "...Dono de uma voz versátil, uma capacidade interpretativa inigualável e uma energia em palco que parecia não ter fim."
Em 2012 estreou no Teatro Estúdio Mário Viegas o seu espectáculo "Broadway Baby - A História do Musical Americano" para comemorar os 30 anos de carreira dos irmãos Nuno e Henrique. Este espectáculo foi apresentado também em vários pontos do país: Casino da Figueira (Figueira da Foz), Teatro Municipal Rivoli (Porto), Paços da Cultura (São João da Madeira), Academia de Santo Amaro (Lisboa), Teatro Joaquim de Almeida (Montijo), Cine-Teatro de Estarreja, Teatro Bernardim Ribeiro (Estremoz), Teatro Pax Júlia (Beja), Teatro Miguel Franco (Leiria), Teatro Lethes (Faro), Teatro Maria Helena Torrado (Cascais), Forum Municipal Luísa Todi (Setúbal), Auditório Municipal de Portel (Portel), Centro de Congressos do Casino da Madeira (Funchal, Madeira).
Em Fevereiro de 2013 protagonizou com John Owen Jones, Madalena Alberto e Robyn North o espectáculo "O Melhor dos Musicais" no Coliseu dos Recreios. Em Novembro de 2013 protagonizou com John Owen Jones, Sofia Escobar e Madalena Alberto o mesmo espectáculo novamente no Coliseu dos Recreios.
Em 2013 foi distinguido com o prémio ASA de Ouro com o seu irmão Nuno Feist pela Academia de Santo Amaro.
Em Maio de 2013 ganhou o Globo de Ouro na categoria de Melhor Actor de Teatro pelo seu desempenho no espectáculo "Broadway Baby".
Em Junho 2014 criou, encenou e participou no espectáculo "74.14 - 40 Anos de Música"  que esteve em cena 3 dias no Coliseu dos Recreios.
Desde Março de 2015 que é Director do Auditório do Casino Estoril, dinamizando este espaço com musicais e peças quer com a sua produtora ARTFEIST quer com co-produções ou acolhimentos.  Por este espaço já passaram os musicais "Rapazes Nus a Cantar", "Broadway Baby", "Broadway Babies", "Trovas e Canções", "Esta Vida É Uma Cantiga", "Saffra", "Fado em Família"; e as comédias "Falta Aqui Qualquer Coisa", "As Marias", "2 é Bom, 3 é Demais", "O Meu Vizinho é Judeu". Bem como: "Fora do Baralho", "Illusion of Memory", "Imprevisível".

## Televisão
Dos seus trabalhos televisivos destacam-se, entre vários outros, "Cabaret" (1994) de Filipe La Féria (RTP1), "Era Uma Vez" (1997), com direcção de Marina Mota, (SIC); Algernon em "A Importância de Ser Constante" (1998), direcção de Filipe La Féria, (RTP 1), e David e Silva no telefilme "A Hora da Liberdade" (1999), direcção de João Lourenço, (SIC); "Sábado à Noite" (2001), "Campo Pequeno de novo em grande", "A Canção da Minha Vida", Gala de Natal da Disney e Globos de Ouro. Foi director vocal da Gala dos 50 Anos da RTP.
Foi cantor e director vocal e de conteúdo musical da Gala dos Anos 60 da Gala de Verão e a Gala do Cinema, todas para a SIC. Criou, foi director artístico e participou nas 3 Grandes Galas da SIC em 2005: A Noite dos Mestres, Sangue Latino e SIC 13 Anos. Concebeu e foi director artístico da Gala SIC 20 anos.
Em 2006 foi convidado pela RTP 1 e por Marco Paulo para criar e ser director artístico da gala "Marco Paulo - 40 Anos de Amor Eterno", gala em que também participou. Com Vanessa Silva, participou no Festival RTP da Canção de 2007, onde ficaram em 3.º lugar.
Participou no programa da SIC "Família Superstar", onde foi, juntamente com o seu irmão, Nuno, um dos professores de canto e interpretação. Foi Director Artístico do Festival RTP da Canção 2008. Foi igualmente convidado para Consultor Musical e júri do concurso "Chamar a Música" (SIC).
No dia 28 de Fevereiro de 2011, foi convidado a cantar a música "Ser Benfiquista" na Gala Benfica, transmitida em direto para a Benfica TV.

## Dobragens
Henrique Feist é conhecido por dar voz ao personagem Son Goku, Son Gohan e Trunks (entre outros personagens) na versão portuguesa das séries anime Dragon Ball, Dragon Ball Z, Dragon Ball GT e Dragon Ball Super exibidas na SIC.
Também para televisão, fez dobragens e direção de séries como Pokémon, Power Rangers, O Laboratório do Dexter, Ironman, Os Moto Ratos de Marte e Kangoo. Foi também director musical das séries Felizes para Sempre, O Patinho Feio e Todos os Cães Merecem o Céu.
Para cinema, nas suas versões portuguesas cantou em Anastasia, O Rei e Eu, Pocahontas II, A Dama e o Vagabundo II, José, O Rei dos Sonhos, Elmo na Terra dos Refilões, O Quebra Nozes Brincalhão, El Dorado, Gnomeu e Julieta, Uma História de Encantar, Entrelaçados, Frozen e em a franquicia de Abc e Magia. Teve outros trabalhos em O Rei Leão II, Branca de Neve, Lilo & Stitch, A Bela e o Monstro, Os Marretas, Moisés - Príncipe do Egipto e O Nascimento de Cristo.
Traduziu, dirigiu e protagonizou a versão portuguesa para CD da série de animação Pokémon. Em 2004 participa como cantor nas edições de Disney no Gelo.

### DOBRAGENS
- Son Goku (voz), Son Gohan (voz), Trunks (voz), entre outros, em "Dragon Ball", "Dragon Ball Z", "Dragon Ball GT" e "Dragon Ball Super";
- Tony Stark/Homem de Ferro (voz) em "Iron Man (1994)";
- Archie (voz) em "Kangoo";
- Príncipe Encantado (voz e canções), em "Branca de Neve e os Sete Anões";
- Monstro/Príncipe Adam (voz e canções), em "A Bela e o Monstro", "A Bela e o Monstro: O Natal Encantado" e "O Mundo Mágico de Bela";
- Kovu (voz e canções), em "O Rei Leão II - O Reino de Simba";
- John Rolfe (canções), em "Pocahontas II - Viagem a um Mundo Novo";
- Ramessés II (voz e canções), em "O Príncipe do Egito";
- José (canções), em "José - Rei dos Sonhos";
- Solista (canções), em "O Caminho para El Dorado";
- Dimitri (canções), em "Anastásia";
- Vagabundo (canções), em "A Dama e o Vagabundo II";
- David (voz), em "Lilo & Stitch";
- Abertura (canção), em "Pokémon - temporada 2";
- Encerramento (canção), em "O Laboratório de Dexter";
- Dexter (voz), em "O Laboratório de Dexter";
- Tommy Oliver (voz), em "Power Rangers Dino Thunder";
- Sky Tate (voz), em "Power Rangers SPD";
- Abertura (canção), em "Power Rangers Mystic Force";
- Príncipe Edward (canções), em "Uma História de Encantar";
- Caleb (canções), em "ABC and Magic".
- Solista (canções), em "Gnomeu e Julieta";
- Gary (voz e canções), em "Os Marretas";
- Eugene Fitzherbert/Flynn Rider (canções), em "Entrelaçados";
- Olaf (canções), em "Frozen";
- Aberturas 1 e 2 (canção), em "Dragon Ball Super";
- Son Goku Negro (voz) em "Dragon Ball Super"